# Бафас, Мицос
Ми́цос Ба́фас (греч.  Μήτσος Μπάφας , 1916, Сиррако Эпир Греческое королевство — 20 апреля 2003, Афины) — греческий коммунист и профсоюзный деятель, участник антифашистского Сопротивления и Гражданской войны в Греции. Один из последних партизан Демократической армии Греции.

## Молодость
Мицос (Димитрис) Бафас родился в 1916 году в эпирском селе Сероку, в многодетной семье скотоводов. Село расположено восточнее города Янина, у подножия горы Лакмос. Поскольку Сиррако до 1976 года состоял в одной общине с соседним Ватипедо, в большинстве источников местом рождения Бафаса указан Ватипедо. В возрасте 11 лет Мицос Бафас оказался в Афинах, где в подростковом возрасте увлёкся коммунистической идеологией и вступил в Организацию коммунистической молодёжи Греции (ΟΚΝΕ). В период диктатуры генерала Метаксаса был арестован и заключён в тюрьму на острове Эгина, где оставался до 1939 года.
Из тюрьмы был направлен в штрафную роту военного лагеря в Калпаки, Эпир, укомплектованную такими же как он заключёнными и ссыльными коммунистами. Лагерь находился в непосредственной близости от границы с Албанией, откуда 28 октября 1940 года на территорию Греции вторглись итальянские войска. Греческая армия отразила нападение и перенесла военные действия на территорию Албании. Оказавшись с первого дня войны на передовой, Бафас воевал на албанском фронте до апреля 1941 года, когда на помощь своим итальянским союзникам пришли войска гитлеровской Германии.
С началом тройной, германо-итало-болгарской, оккупации Греции, М.Бафас, одним из первых, принял участие в развёртывании Сопротивления на территории Эпира. Был арестован итальянцами и заключён в Ксиромеро (Этолия и Акарнания), откуда был послан в тюрьму Лазарето острова Керкира. Вместе с другими товарищами по заключению бежал из тюрьмы и перебрался через пролив на территорию Албании. Вернулся в Эпир и присоединился к партизанам Народно-освободительной армии Греции (ЭЛАС) в горах у города Парга.

## Период Белого террора
После освобождения страны, последовавших декабрьских событий 1944 года и Варкизского соглашения, в условиях наступившего «Белого террора», Мицос Бафас возглавил в 1945 году партийную организацию города Янина, а затем города Арта. В том же году был избран председателем Рабочего центра города и нома Арта. Празднование Первомая 1946 года было решено провести на стадионе Арты. Но стадион было оцеплен жандармерией и вооружёнными монархистами. Для того чтобы прорвать кольцо нужна была храбрость и решительность. Однако достаточное количество рабочих города игнорировали жандармов и монархистов. Празднование состоялось и на нём главным докладчиком был Мицос Бафас. С ростом гонений, к июлю 1946 года Бафас был вынужден уйти в подполье. К концу 1946 года был арестован и сослан на остров Санторин, а затем на остров Икария. На острове познакомился с Хрисой Карнава, местной деятельницей Всегреческой организации молодёжи (ЭПОН), которая впоследствии стала его женой.

## Гражданская война
Результатом непрекращающегося Белого террора стала Гражданская война (1946—1949). В 1948 году, по решению компартии, ссыльные М.Бафас, Костас Лицас, Хараламбос Гоциос (к которым позже прибавился Василис Фрузес) и местные коммунисты Яннис Цамбис, Яннис Цермегас. Антонис Калабояс, Стефанос Папагеоргакис, Филипп Маврикис создали в горах этого маленького острова партизанскую группу. Маленькие размеры острова не позволяли ни развёртывания больших отрядов, ни проведения больших операций. Деятельность отряда носила в основном военно-пропагандистский характер. Партизаны Икарии, вместе с подпольными организациями, способствовали бегству около 100 ссыльных, которые либо оставались с ними, либо были отправлены морем в Афины или на Самос. Малыми плавсредствами, которые прорывались через блокаду военных кораблей между двумя островами, на Самос были переправлены 26 икариотов, вступивших в боевые соединения Демократической армии на Самосе, а на Икарию переправлялись большое число раненных, на лечение.
Между тем Демократическая армия на материке, потеряв контроль над приграничным горным массивом Граммос, 16 октября 1949 года вывела свои соединения в Албанию.
Гражданская война закончилась победой монархистов. При этом, генеральный секретарь компартии Никос Захариадис использовал в качестве программного лозунга на будущее двояко читаемую фразу «оружие к ноге». Но на соседнем с Икарией острове Самос маленькие группы партизан ещё продолжали борьбу. «Граммос пал, но мы ещё сражались», говорил впоследствии ветеран Демократической армии с Самоса. 18 октября, при попытке переправиться на остров Икария, были взяты в плен и убиты на месте последние бойцы Демократической армии на Самосе, — комиссар Яннис Саллас и врач Г. Сарантос. После разгрома Демократической армии на Самосе, тысяча солдат была переброшена на соседнюю Икарию, где начались карательные операции и аресты. Поскольку Гражданская война завершилась, местное руководство компартии заручилось гарантией жандармерии о амнистии, в случае сдачи оружия. Однако гарантия была нарушена. 9 бойцов Демократической армии на Икарии, весь первоначальный костяк партизанского движения острова, по выражению историка Христоса Йогоса, по сво́ему читая фразу генсека партии «оружие к ноге», не подчинились указаниям местного руководства, и остались в горах":110.
Партизаны разделились на группы в разных районах, поближе к местным организациям.
У столицы острова городка Агиос Кирикос — Цермегас и Папагеоргакис.
У городка Эвдилос — Цамбис и Лицас.
У села Рахес — Калабояс, Бафас и Маврикис.
Двое оставались в одиночке.
Они создали организационную и информационную сети и могли наблюдать за любым передвижением отрядов армии и жандармерии.
В сети были задействованы и дети, наблюдая за передвижениями с деревьев, подслушивая разговоры в кофейнях и передавая их своим родителям, что позволяло партизанам избегать засад.
Военно-пропагандистская деятельность этой партизанской группы способствовала тому, что на парламентских выборах 5 марта 1950 года, в атмосфере поражения компартии, левые силы на острове получили до половины голосов, когда по всей стране Демократическая коалиция (Δημοκρατική Παράταξη — Δ.Π), получила чуть больше 8 % (163.824) голосов стране.

## Бегство с Икарии
Однако со временем оставаться в схронах становилась всё сложнее. Созревало решение оставить остров. Ещё на сходке-праздновании Нового, 1950, года был обсуждён вопрос оставления острова. Один из присутствоваших местных товарищей, владелец моторной шхуны, вызвался оказать содействие предприятию. Цамбис собрал деньги и вручил их владельцу на ремонт двигателя. Был найден капитан и было назначено время и место отбытия. Но отбытие не состоялось. Владелец шхуны информировал группу, что капитан сбежал. Он обещал вернуть деньги, которые так и не вернул. Капитан впоследствии оказался в США и компартия исключила его из своих рядов. Последовало почти три года (1951—1953), в течение которых жандармерия терроризировала население острова побоями, заключениями и ссылками, пытаясь обнаружить этих последних партизан. Жители острова не оставляли надежд дать возможность партизанам бежать, спасая их жизнь и избавляя остров от террора. Долгожданное бегство состоялось 25 марта 1955 года (по другим источникам 17 июня). Бегство состоялось на шхуне «Ирини» капитана Костаса Мегалоикономоса, который только что вернулся из заключения из концлагеря Макронисосс. Экипаж состоял из семнадцатилетней дочери капитана, Фулы, и восемнадцатилетнего Никоса Мосховакиса. Капитан оставил на острове ещё 5 своих детей, так и не смог вернуться домой и через десятилетия умер в Румынии, не увидев более ни свой родной остров, ни своих близких.
Некоторые авторы в блогосфере пишут, что шхуна доставила беглецов на остров Тинос, откуда каждый из них избрал свой путь.
Однако официальное издание истории компартии пишет, что через 7 дней они прибыли на шхуне в Албанию, откуда на советском судне были доставлены в Румынию
Их было 8: Х. Годзиос, А. Калабояс, К. Лицас, Ф. Маврикис, М. Бафас, С. Папагеоргакис, С. Цамбис, Я. Цермегас. (девятый, В. Фрузес выбрался в город Волос).
Партийное издание обобщающе пишет, что тот же путь был повторен их жёнами, но не вдаётся в подробности:199.
Впоследствии один из девятки беглецов, Стефанис Папагеоргакис, описал их «Одиссею» в своей книге «Икария в урагане».

## Албания
В сентябре 1960 года на 18-м пленуме Албанской партии труда Энвер Ходжа заявил о своей оппозиции новой политике КПСС:723. 16 ноября албанская компартия распространила своё заявление на международной конференции компартий. 11 декабря СССР прервал свои связи с Албанией. События затронули и отношения албанской компартии с компартией Греции. После того как основная масса бойцов Демократической армии Греции ушла в конце 1949 года на территорию Албании, а затем была переправлена в СССР и в социалистические страны Восточной Европы, в Албании оставалось около 300 греческих политэмигрантов. Отношения назначенного в конце 1959 года компартией Греции Г. Аргиропулоса для разрешения вопросов политэмигрантов с албанскими властями сложились трудными. В особенности после того как в невыясненных обстоятельствах в Албании погибла его дочь.
Незадолго до этого периода, Мицос Бафас окончил в Румынии партийную школу имени Никоса Белоянниса и был направлен на подпольную работу в Греции.
Здесь, в 1959 году, родился его старший сын, Георгиос.
После того как охранка вышла на его след, Бафас с женой и с сыном младенцем сумели выбраться в Албанию и первоначально были поселены в городе Берате.
Отношение албанских властей к греческим коммунистам были уже далеко не товарищескими и пребывание Бафаса с семьёй в Берате стало носить характер ссылки.
Впоследствии, в 80-е годы и уже вернувшись в Грецию, Бафас, с присущим ему юмором, отказывался от поездок в Народную Республику Албания.
Вопрос разрешения на выезд Бафаса с семьёй из Албании решался на уровне албанского министерства внутренних дел и ЦК компартии Греции.
Своим письмом от 21 августа 1961 года, албанские власти разрешали семье Бафаса покинуть Албанию после получения румынской визы, ровным образом как и другим греческим политическим эмигрантам в Берате, после получения виз Румынии или других социалистических стран.

## Последующие годы
Семья Бафаса переехала в Румынию. Здесь, в 1963 году, родился второй сын Бафаса, Костас.
Между тем, сам Мицос Бафас более года учился в партийной школе в Москве.
После чего, семья переехала в СССР и поселилась в Ташкенте, где жена преподавала детям греческих политэмигрантов, а старший сын окончил политехнический институт.
В период диктатуры Чёрных полковников (1967—1974) Бафас был направлен на подпольную работу среди греческих рабочих в Западной Европе.
Режим «чёрных полковников» пал в 1974 году, компартия была легализована и политические эмигранты стали возвращаться в Грецию.
Но семья Бафаса получила возможность репатриироваться только в 1983 году.
Старший сын работал по своей специальности в ведущей телекоммуникационной компании Греции. Младший сын последовал музыкальной карьере. Тенор Костас Бафас с 1993 года поёт в Landestheater немецкого города Кобург.
Мицос Бафас умер 20 апреля 2003 года в Афинах.
На его похоронах, кроме близких, друзей и официальных представителей партии, присутствовал и последний оставашийся в жизни из его боевых товарищей по Икарии, Стратис Цамбис.

## В кинематографе
Бегство последних партизан Икарии с острова, историки и журналисты часто именовали «кинематографическим».
В 1998 году греческий кинорежиссёр Леонидас Вардарос, родом сам с Икарии снял фильм «Все мы, господин» («Ούλοι εμείς, εφέντη»), посвящённый этой группе последних партизан острова и основанный на их рассказах.
На премьере присутствовали двое из остававшихся в живых героев фильма, Стратис Цамбис и Димитрис Бафас.